# Łucznictwo na Igrzyskach Azjatyckich 2014
Łucznictwo na Igrzyskach Azjatyckich 2014 odbywało się w dniach 23–28 września 2014 roku. Rywalizacja odbywała się w Gyeyang Asiad Archery Field w Inczonie w ośmiu konkurencjach.

## Podsumowanie

### Klasyfikacja medalowa
| Klasyfikacja medalowa | Klasyfikacja medalowa | Klasyfikacja medalowa | Klasyfikacja medalowa | Klasyfikacja medalowa | Klasyfikacja medalowa |
| Miejsce               | państwo               | Złoto                 | Srebro                | Brąz                  | Razem                 |
| --------------------- | --------------------- | --------------------- | --------------------- | --------------------- | --------------------- |
| 1                     | Korea Południowa      | 5                     | 3                     | 1                     | 9                     |
| 2                     | Chiny                 | 1                     | 2                     | 1                     | 4                     |
| 3                     | Indie                 | 1                     | 1                     | 2                     | 4                     |
| 4                     | Iran                  | 1                     | 0                     | 1                     | 2                     |
| 5                     | Chińskie Tajpej       | 0                     | 1                     | 1                     | 2                     |
| 6                     | Malezja               | 0                     | 1                     | 0                     | 1                     |
| 7                     | Japonia               | 0                     | 0                     | 1                     | 1                     |
| =                     | Filipiny              | 0                     | 0                     | 1                     | 1                     |
| Razem                 | Razem                 | 8                     | 8                     | 8                     | 24                    |

### Medaliści
| Konkurencja                 | 1. miejsce                                                     | 2. miejsce                                                            | 3. miejsce                                                   |
| Mężczyźni                   | Mężczyźni                                                      | Mężczyźni                                                             | Mężczyźni                                                    |
| --------------------------- | -------------------------------------------------------------- | --------------------------------------------------------------------- | ------------------------------------------------------------ |
| Łuk prosty indywidualnie    | Oh Jin-hyek                                                    | Yong Zhiwei                                                           | Kuo Cheng-wei                                                |
| Łuk prosty drużynowo        | Chiny · Gu Xuesong · Qi Kaiyao · Yong Zhiwei                   | Malezja · Atiq Bazil Bakri · Haziq Kamaruddin · Khairul Anuar Mohamad | Korea Południowa · Ku Bon-chan · Lee Seung-yun · Oh Jin-hyek |
| Łuk bloczkowy indywidualnie | Esmaeil Ebadi                                                  | Abhishek Verma                                                        | Paul dela Cruz                                               |
| Łuk bloczkowy drużynowo     | Indie · Rajat Chauhan · Sandeep Kumar · Abhishek Verma         | Korea Południowa · Choi Yong-hee · Min Li-hong · Yang Young-ho        | Iran · Esmaeil Ebadi · Majid Gheidi · Amir Kazempour         |
| Kobiety                     |                                                                |                                                                       |                                                              |
| Łuk prosty indywidualnie    | Jung Dasomi                                                    | Chang Hye-jin                                                         | Xu Jing                                                      |
| Łuk prosty drużynowo        | Korea Południowa · Chang Hye-jin · Jung Dasomi · Lee Tuk-young | Chiny · Cheng Ming · Xu Jing · Zhu Jueman                             | Japonia · Ren Hayakawa · Yuki Hayashi · Kaori Kawanaka       |
| Łuk bloczkowy indywidualnie | Choi Bo-min                                                    | Seok Ji-hyun                                                          | Trisha Deb                                                   |
| Łuk bloczkowy drużynowo     | Korea Południowa · Choi Bo-min · Kim Yun-hee · Seok Ji-hyun    | Chińskie Tajpej · Chen Li-ju · Huang I-jou · Wen Ning-meng            | Indie · Trisha Deb · Purvasha Shende · Jyothi Surekha Vennam |